# 石川太郎
石川 太郎（いしかわ たろう、1959年〈昭和34年〉7月9日 - ）は、宮城県を拠点に活動するフリーアナウンサー。元東北放送（TBC）アナウンサー。

## 人物・経歴
東京出身の父親と四国出身の母親の間に大阪市阿倍野区で生まれる。桃山学院高等学校、大阪芸術大学を経て、1982年、東北放送（TBC）に入社。TBCテレビ、及びラジオの番組のパーソナリティーを歴任した。宮城県に精通しており、TBC夏祭りのテレビ中継司会者や2011年の東日本大震災後は東日本大震災特番の総合司会者・リポーターを毎年務めている。しかし、元から宮城県に縁があったわけではなく、アナウンサーとして新卒採用してくれるテレビ局を全国中受験して、採用されたのが東北放送だったので、宮城県についての知識は赴任してから身につけた。
また、東北放送のアナウンサー6人とフリーアナウンサーのロジャー大葉で結成したバンドMic Breakersのバンド・マスターで、ベースを担当している。
尊敬するアナウンサーは、小島一慶（元TBS）と、大橋照子（元ラジオたんぱ）である。大橋については、リスナーズクラブに入っていたことがあり、大学2年生当時にはその会長を務めて毎月、会報を作成していたほどであった。
2020年3月をもって東北放送を定年退職し、フリーに転身。
黒田直樹アナウンサー曰く、「（放送で）控えめに言って8割くらい喋っている。『プロ野球三都物語』に出ても絶対に主導権を握ることができる。」黒田直樹から「タロタ・露」と呼ばれたことがある。

## 現在の担当番組

### ラジオ
- en∞Voyage
- ラジオな気分フライデーフライデー
- ジャパネットたかたラジオショッピングスペシャル（メインパーソナリティー）

## 過去の担当番組

### テレビ
- 発見☆ぐらッチェ!!（2004年4月〜2005年3月）
- 体感TVぐらまらす（1999年4月〜2003年3月）
- ぐらまらす火曜館（1998年10月〜1999年3月）
- おはようクジラ宮城県キャスター（1996年6月〜1999年3月）
- ただいまワイド（1994年10月〜1996年3月）[2]
- ザ・テレビック（1991年4月〜1993年3月）
- ミュージックアイズ（1986年4月〜1991年3月）
- ザ・ベストテン追っかけマン（宮城・山形県レポーター）
- 新着情報みやぎ便（ナレーション）
- TBCルポルタージュ・震災の記憶（2011年5月〜2012年3月、月1回土曜　進行）
- Nスタみやぎ（2011年4月 - 2020年3月、月曜〜木曜→2013年4月より月曜〜水曜）（メインキャスター）

### ラジオ
- ラジオはAM翔んでけ電波（1983年4月〜1987年9月）[1]
- 我が町バンザイ[1]
- エンドーミュージックショーウィンドー[1]
- サンデーテレフォンリクエスト（1987年10月〜1993年3月）
- 石川太郎のおはよういい朝（1993年4月〜1994年9月）[2]
- 晴れたらイイネッ! Fun Fun Saturday（1998年10月〜2000年9月）
- COLORS（2003年4月〜2011年3月、月曜担当（火曜担当の時期あり））
- それいけミミゾー（2000年10月〜2020年3月）

## エピソード
- 情に脆く、ラジオ番組内においてリスナーからの投稿に時折声を詰まらすことがある。